# Paul Flickel
Paul Franz Flickel (né le 8 avril 1852 à Berlin, mort le 18 mars 1903 à Nervi) est un peintre prussien.

## Biographie
Paul Flickel est le deuxième des cinq enfants de Franz Flickel et son épouse Antonie Gropius (de). Il commence sa carrière artistique à 16 ans en assistant dans son atelier son grand-père maternel, le peintre décoratif de théâtre Karl Wilhelm Gropius. De 1871 à 1874, il s'inscrit à l'école des beaux-arts de Weimar et étudie la peinture de paysage auprès de Theodor Hagen. De 1874 à 1876, il poursuit ses études à Düsseldorf.
En 1876, il s'installe à Berlin et fait des voyages d'études en Allemagne, en Autriche et en Italie en 1877. De 1892 à 1903, il est membre de l'académie prussienne des arts et devient professeur en 1894.